# Neue Pfarrkirche Pasching

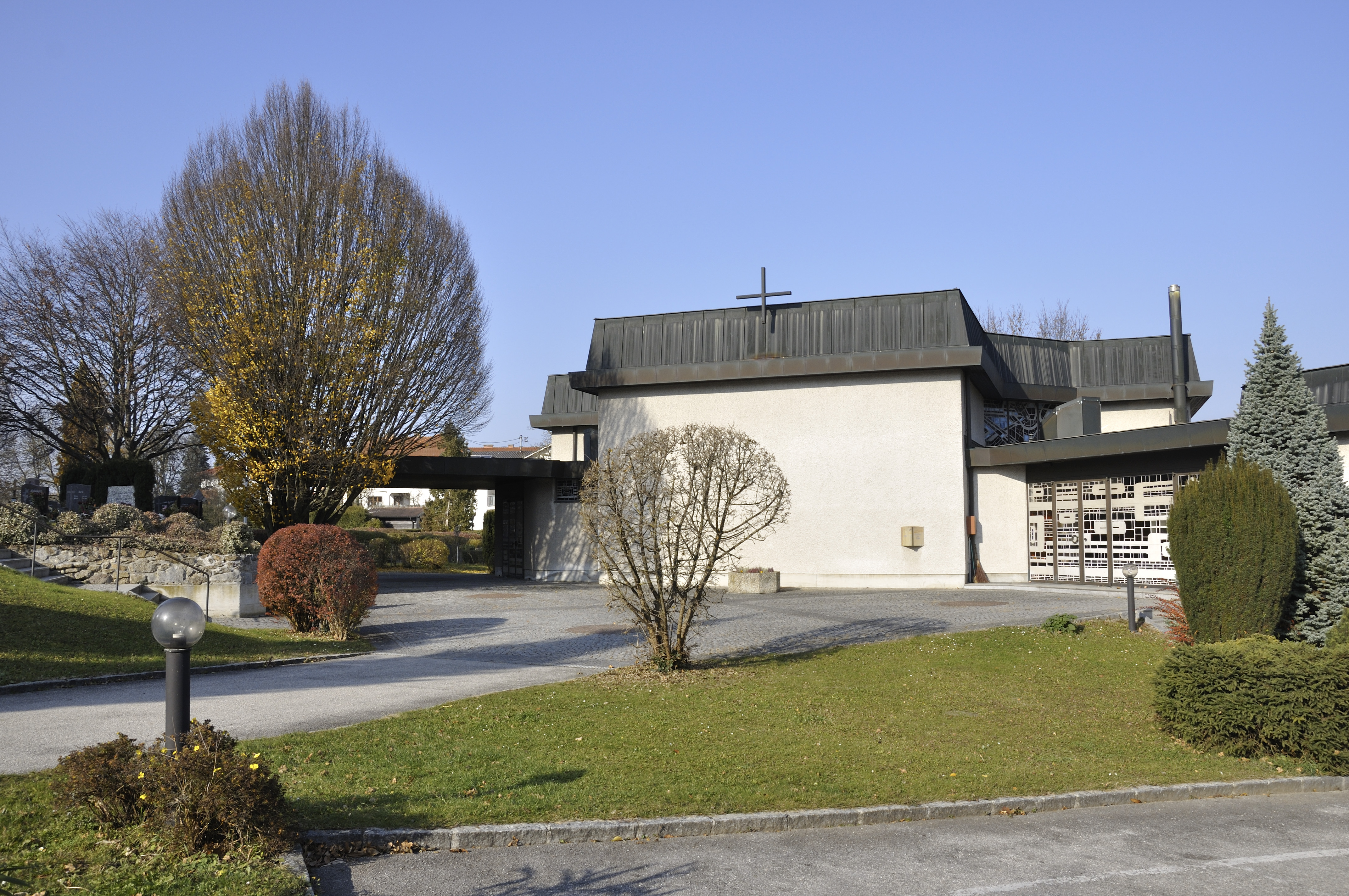
Neue Pfarrkirche hl. Johannes der Täufer in Pasching

Die Neue Pfarrkirche Pasching steht im Ort Pasching in der Gemeinde Pasching im Bezirk Linz-Land in Oberösterreich. Die römisch-katholische Pfarrkirche hl. Johannes der Täufer gehört mit 1. Jänner 2024 als Pfarrteilgemeinde zur Pfarre TraunerLand in der Diözese Linz. Die Kirche steht unter Denkmalschutz (Listeneintrag).

## Geschichte
Der Neubau der Kirche wurde 1980 nach Plänen vom Linzer Dombaumeister Gottfried Nobl fertiggestellt. Die künstlerische Gesamtleitung hatte der Priester und Kunsthistoriker Günter Rombold.